# Under the Boardwalk
Under the Boardwalk är en låt som lanserades som singel av den amerikanska vokala gruppen The Drifters 1964. Låten kom att bli en av the Drifters sista stora hitsinglar på 1960-talet. Den handlar om en man som har ett romantiskt nattligt möte med en kvinna under en "boardwalk", en brädgång uppbyggd längs strandkanten vid havet. Låten var något av en svarslåt på The Drifters tidigare hitsingel "Up On the Roof" där ett par istället möttes uppe på ett hustak.
Låtens huvudstämma sjungs av Johnny Moore. Han hade egentligen slutat i gruppen, men kom tillbaka för denna inspelning då Drifters sångare Rudy Lewis oväntat dog i maj 1964. Bland musikinstrument som förekommer på inspelningen kan nämnas en guiro, en triangel och en stråksektion.
Låten har senare spelats in av The Rolling Stones (på albumen Rolling Stones No. 2 och 12X5 1964), Clodagh Rodgers (1969), The Undertones (albumet Hypnotised 1980), Tom Tom Club (1982), John Mellencamp (1986), skådespelaren Bruce Willis (1987), Bette Midler (1988), och The Beach Boys (1992). Både Tom Tom Clubs version och Bruce Willis version blev hitsinglar i Storbritannien där de nådde #22 respektive #2 på UK Singles Chart. Den svenska popgruppen The Yardleys släppte låten på singel och deras version blev en hitsingel i Sverige 1965. Den nådde fjärde plats på både Kvällstoppen och Tio i topp.
The Drifters version av låten listades 2003 av magasinet Rolling Stone som #487 i deras lista The 500 Greatest Songs of All Time.
Låten finns med på soundtracket till filmerna Med Alice på halsen (1974), The Hollywood Knights (1980), och Galen i Randy (1987).

## Listplaceringar
- Billboard Hot 100, USA: #4[4]
- UK Singles Chart, Storbritannien: #45